# قرار مجلس الأمن التابع للأمم المتحدة رقم 999
قرار مجلس الأمن التابع للأمم المتحدة رقم 999، المتخذ بالإجماع في 16 حزيران / يونيو 1995، بعد التذكير بالقرار 968 (1994) بشأن الحالة في طاجيكستان، مدد المجلس ولاية بعثة مراقبي الأمم المتحدة في طاجيكستان حتى 15 كانون الأول / ديسمبر 1995 وتناول عملية المصالحة الوطنية في البلاد.
كانت المحادثات بين الحكومة والمعارضة الطاجيكية المتحدة في طاجيكستان إيجابية وتم الاتفاق على وقف إطلاق النار لمدة 3 أشهر أخرى حتى 26 أغسطس 1995. أراد الطرفان حل النزاع سلمياً والتوصل إلى مصالحة وطنية تقوم على التنازلات والتسويات المتبادلة. ولوحظ أن ولاية قوة حفظ السلام التابعة لرابطة الدول المستقلة في البلاد قد مددت حتى 31 ديسمبر 1995. كان كلا الطرفين وقوات حفظ السلام ومهمة منظمة الأمن والتعاون في أوروبا على اتصال وثيق ببعضهما البعض.
ومُددت ولاية بعثة مراقبي الأمم المتحدة في طاجيكستان إلى 15 كانون الأول / ديسمبر 1995 بشرط أن يظل الاتفاق ووقف إطلاق النار ساري المفعول وأن يواصل الطرفان العمل من أجل المصالحة والديمقراطية. كل ثلاثة أشهر، طُلب من الأمين العام بطرس بطرس غالي تقديم تقارير إلى المجلس حول الوضع. وحث الأطراف على بناء الثقة من خلال تبادل أسرى الحرب والسماح بالعودة الطوعية للاجئين.
وشدد المجلس على الضرورة الملحة لوقف الأعمال العدائية على الحدود الطاجيكية الأفغانية، داعياً جميع الدول إلى تثبيط الأنشطة التي يمكن أن تعرقل عملية السلام في طاجيكستان. وفي هذا الصدد، طُلب من الأمين العام الإبلاغ عن المناقشات مع السلطات في أفغانستان بشأن النشر المقترح لأفراد الأمم المتحدة في شمال أفغانستان. ورحب بالمساهمات والمساعدات الإنسانية من بعض البلدان وطلب المزيد من المساعدة.

## روابط خارجية
- نص القرار في undocs.org